# Atletica leggera ai Giochi della XIV Olimpiade - Salto in lungo maschile
La competizione del salto in lungo maschile di atletica leggera ai Giochi della XIV Olimpiade si è disputata il giorno 31 luglio 1948 allo Stadio di Wembley a Londra.

## L'eccellenza mondiale
| Primatista europeo       | 7,90 1937 | Ludwig Long    | Deceduto |
| Primatista mondiale      | 8,13 1935 | Jesse Owens    | Ritirato |
| Vincitore dei Trials USA | 7,97      | William Steele | Presente |

## Risultati

### Turno eliminatorio
Qualificazione7,20 m
Quattro atleti ottengono la misura richiesta. Ad essi sono aggiunti gli otto migliori salti.
| Pos. | Atleta                 | Nazione           | Misura |
| ---- | ---------------------- | ----------------- | ------ |
| 1    | Willie Steele          | Stati Uniti       | 7,78   |
| 2    | Lorenzo Wright         | Stati Uniti       | 7,53   |
| 3    | Herbert Douglas        | Stati Uniti       | 7,24   |
| 4    | Theodore William Bruce | Australia         | 7,20   |
| 5    | Enrique Kistenmacher   | Argentina         | 7,18   |
| 6    | Harry Askew            | Gran Bretagna     | 7,14   |
| 7    | Adegboyega Adedoyin    | Gran Bretagna     | 7,13   |
| 8    | Felix Würth            | Austria           | 7,08   |
| 9    | Edward Adamczyk        | Polonia           | 7,03   |
| 10   | Harry Whittle          | Gran Bretagna     | 7,03   |
| 11   | Baldev Singh           | India             | 7,00   |
| 12   | Georges Damitio        | Francia           | 6,98   |
| 13   | Jean Studer            | Svizzera          | 6,94   |
| 14   | Finnbjörn Þorvaldsson  | Islanda           | 6,89   |
| 15   | Jaroslav Fikejz        | Cecoslovacchia    | 6,86   |
| 16   | Álvaro Dias            | Portogallo        | 6,86   |
| 17   | Kyros Marinis          | Grecia            | 6,75   |
| 18   | Kim Won-Gwon           | Corea del Sud     | 6,71   |
| 19   | Charles Thompson       | Guyana britannica | 6,58   |
| 20   | Jorge Aguirre          | Messico           | 5,91   |
| -    | G. D. Peiris           | Ceylon            | NM     |

### Finale
L'americano Steele era già il numero uno della specialità nel 1942, a soli diciannove anni. Nel 1947 aveva saltato 8,07, diventando il terzo uomo di tutti i tempi a superare gli otto metri, dopo James Owens e Eulace Peacock.

A Londra piazza un salto oltre 7,80 già alla prima prova e zittisce gli avversari. Al secondo salto atterra a 7,68 poi sente il riacutizzarsi di un infortunio e si rimette la tuta. Nessuno comunque riesce ad avvicinarlo, così coglie il meritato alloro olimpico distaccando il secondo classificato di ben 27 cm.
| Pos.    | Atleta                 | Età | Nazione       | Misura |
| ------- | ---------------------- | --- | ------------- | ------ |
| Oro     | Willie Steele          | 25  | Stati Uniti   | 7,825  |
| Argento | Theodore William Bruce | 24  | Australia     | 7,555  |
| Bronzo  | Herbert Douglas        | 26  | Stati Uniti   | 7,545  |
| 4       | Lorenzo Wright         | 21  | Stati Uniti   | 7,450  |
| 5       | Adegboyega Adedoyin    | 25  | Gran Bretagna | 7,270  |
| 6       | Georges Damitio        | 24  | Francia       | 7,070  |
| 7       | Harry Whittle          | 26  | Gran Bretagna | 7,030  |
| 8       | Felix Würth            | 24  | Austria       | 7,000  |
| 9       | Harry Askew            | 30  | Gran Bretagna | 6,935  |
| 10      | Enrique Kistenmacher   | 25  | Argentina     | 6,800  |
| 11      | Edward Adamczyk        | 26  | Polonia       | 6,735  |
| NC      | Baldev Singh           |     | India         | NP     |